# Complexo Penal Dr. João Chaves
O Complexo Penal Doutor João Chaves (popularmente conhecido como Caldeirão do Diabo) é um centro de detenção construído em 1968, localizada no bairro de Potengi, na Zona Norte da cidade brasileira de Natal, capital do Rio Grande do Norte. 
Até o ano de 2006, quando foi demolida boa parte da estrutura da penitenciária, esta era considerada o principal centro de detenção da capital potiguar, onde estavam encarcerados os presidiários mais perigosos da região. Atualmente, no espaço onde funcionava a penitenciária, foi instalado em março de 2010 o Complexo Cultural da Zona Norte (ou Complexo Cultural de Natal - CCN), administrado pela  Universidade Estadual do Rio Grande do Norte (UERN).
Das atividades penais no local, restaram apenas a Penitenciária Feminina de Natal (com berçario e biblioteca) e o Presídio Raimundo Nonato, ambos no local. O complexo, enquanto funcionou em sua totalidade, foi cenário de diversas rebeliões que terminavam com a mortes brutais de diversos apenados.

## Desativação
O Complexo Penal Dr. João Chaves, inaugurado em 1968, passou por problemas de direção na década de 1980 e 1990, quando ocorreram diversos assasinatos brutais entre os detentos, sendo desativado no ano de 2006. Hoje abriga um centro cultural, um campus de uma universidade e duas penitenciárias.